# Adelobotrys ruokolainenii
Adelobotrys ruokolainenii är en tvåhjärtbladig växtart som beskrevs av L.Schulman. Adelobotrys ruokolainenii ingår i släktet Adelobotrys och familjen Melastomataceae.
Artens utbredningsområde är Peru. Inga underarter finns listade i Catalogue of Life.